# Clement Mboro
Clement Kutiya Mboro, conegut com a oncle Clement (Mboro, prop de Wau, 1919 - 7 de juliol, hospital de Nairobi) fou un polític sudanès del sud.
Va estudiar a l'escola Bussere i va esdevenir funcionari. Va treballar com a funcionari civil durant el condomini al Sudan Anglo-egipci, treballant per l'administració colonial a Amadi, Juba i Tonj entre d'altres. El 1947 va participar en la Conferència de Juba on va recomanar el federalisme. El 1951 va participar en la fundació, junt amb Stanislaus Paysama, Abdel Rahman Sule i Buth Diu, del Partit Liberal Sudista, que fou el primer partit del sud. Després de la caiguda d'Ibrahim Abbud, fou nomenat ministre de l'Interior en el govern de transició de Sirr al-Khatim al-Khalifa en representació del Front Nacional del Sud, que representava als partits sudistes i del que fou president. El 6 de desembre va córrer el rumor del seu assassinat a mans d'un nordista i a Khartum àrabs i sudistes es van enfrontar pels carrers morint 14 persones i amb 400 ferits (el rumor lògicament va resultar ser fals). En el segon gabinet del 1965 va passar a la cartera de Industria. En els dos ministeris fou considerat com just, eloqüent i generós. Després els sudistes no van participar en el govern que el 25 de maig de 1969 fou enderrocat per Gaafar al-Numeiry amb el que es va posar fi a la guerra per l'acord d'Addis Abeba de 1972. A les eleccions regionals del 1973 fou elegit membre per la circumscripció de Wau i va repetir per la mateix en les eleccions regionals del 1978; llavors fou elegit president de l'Assemblea regional a Juba; a més fou president de la Comissió de Repatriació, Assistència i Reallotjament que va funcionar a Juba del 1972 a 1973 i que va permetre el retorn dels refugiats després de la guerra. El 1975 el president regional Abel Alier el va fer detenir breument polaritzant la política regional a Juba.
Quan Numeiry va trencar l'acord d'Addis Abeba i va dividir el sud en tres regions basades en les antigues províncies d'Equatoria, Nil Superior i Bahr al-Ghazal, va renunciar i va marxar a l'exili. El 5 d'octubre de 1981 el president Nimeyri va dissoldre l'Assemblea Nacional Popular i l'Assemblea Popular de la Regió del Sud només 18 mesos després de les darreres eleccions de 28 d'abril i 10 de maig de 1980; el motiu al·legat era que s'havien d'establir cinc noves regions i que el nombre de membres de l'Assemblea Popular s'havia de reduir de 366 a 151. A l'exili va ingressar al EPAS/MPAS com a principal assessor.